# Garatorpag (Chéki)
Garatorpag est un village de la région de Şəki en Azerbaïdjan.

## Géographie
Le village de Garatorpag de la région de Şəki est situé dans la circonscription administrative du village de Bolloudéré.

## Économie
La principale occupation de la population du village est l'élevage, la céréaliculture et la culture du tabac.

## Population
Selon les statistiques de 2009, la population du village est de 446 personnes.